# 苯甲酸钙
苯甲酸钙，又称安息香酸钙，是苯甲酸的钙盐。与苯甲酸钠一样，具有一定的抗菌作用，常用做防腐剂，在很多国家都是一种合法的食品添加剂。

## 性状
苯甲酸钙为无色或白色的结晶或者白色粉末，溶于水。

## 制备
一般由碳酸氢钙与苯甲酸反应制成。